# Ninox burhani
Ninox burhani là một loài chim trong họ Strigidae.
Loài chim này hiện chỉ được biết đến từ ba hòn đảo thuộc nhóm Togian, một quần đảo ở Vịnh Tomini ngoài khơi bờ biển Sulawesi, Indonesia. Loài mới được phát hiện vào ngày 25 tháng 12 năm 1999.
Tên khoa học vinh danh một nhà bảo tồn địa phương Indonesia tên là Burhan.